# Площадь Диамант
«Площадь Диамант» (кат. La plaça del Diamant) — роман каталанской писательницы Мерсе Родореда. Написан в 1962 году на каталанском языке. Книга переведена более чем на тридцать языков и считается каноническим произведением каталанской литературы. На сегодняшний день роман входит в обязательную программу школьного образования в Каталонии.

## История написания
Роман назван по одноименной площади в квартале Gracia в Барселоне. В период Франкистской Испании каталанский язык был официально запрещен, поэтому роман впервые был издан за пределами Испании.

## Сюжет
Главная героиня романа, молодая девушка по имени Наталия, которая в простой и непринужденной манере описывает историю своей жизни от начала ухаживаний со стороны будущего мужа до финала, в котором она обретает счастье с другим мужчиной.
Действие романа начинается во времена Второй Испанской Республики, проходит через Гражданскую войну в Испании и завершается во второй половине XX века. Таким образом, читатель, через призму жизни Наталии, становится свидетелем основных исторических событий Испании и общественного уклада страны в прошлом веке. 

## Анализ
Главная литературная особенность романа в том, что он использует технику потока сознания — повествование мыслей и размышлений героини от первого лица. Роман затрагивает тему женской судьбы и женского счастья, которые в патриархальном обществе полностью зависели от мужчины. Наталии приходится пережить нелегкие испытания и доказать, что женщина способна выживать и без участия мужчины. Произведение показывает тягости и невзгоды, выпадающие на женскую судьбу.